# Best effort
Best effort, letteralmente lo sforzo migliore, è un termine usato nelle reti di telecomunicazioni. Indica un servizio per il quale non esistono garanzie sulla consegna, sul tempo impiegato tra invio e ricezione, né sulla qualità e l'integrità del servizio stesso durante la fase di trasmissione. In ambito telefonico, un servizio di tipo best effort è costituito dagli SMS.

## Caratteristiche
In una rete best effort il servizio richiesto viene offerto senza garanzia di funzionamento, integrità e tempi di consegna. In base alle disponibilità della rete di telecomunicazioni e alla priorità assegnata agli altri servizi presenti e considerati di livello superiore, i servizi catalogati come best effort possono essere gestiti in ultima istanza o essere ignorati se le risorse fossero scarse. Non è possibile stabilire in anticipo il momento e il tempo che un servizio best effort sarà escluso o retrocesso dalla rete. In gergo un servizio di questo tipo è considerato "sacrificabile" perché non essenziale e non pregiudizievole del buon funzionamento degli altri servizi. Tuttavia, esistono alcuni accorgimenti per assicurare un funzionamento accettabile di ogni servizio erogato dalla rete di telecomunicazioni, come i sistemi QoS e traffic shaping che, funzionando in modo contrapposto al best effort, rimodellano priorità e flusso di comunicazioni in base alle richieste e stabilendo di volta in volta il funzionamento e la disponibilità dei servizi.
La rete Internet è probabilmente l'esempio più rappresentativo di una rete di tipo best effort, mentre le nuove reti telefoniche VoIP, sostitutive dei vecchi sistemi telefonici analogici, sono basate su un sistema QoS ad alta priorità che permette di effettuare e ricevere chiamate persino in presenza di un collegamento fortemente congestionato.